# Bình Khánh (phường)
Bình Khánh là một phường thuộc thành phố Long Xuyên, tỉnh An Giang, Việt Nam.

## Địa lý
Phường Bình Khánh có vị trí địa lý:
- Phía đông giáp xã Mỹ Hòa Hưng
- Phía tây giáp xã Mỹ Khánh
- Phía nam giáp các phường Mỹ Bình và Mỹ Hòa
- Phía bắc giáp phường Bình Đức.

Phường có diện tích 6,68 km², dân số năm 2019 là 31.625 người, mật độ dân số đạt 4.734 người/km².

## Lịch sử
Phường Bình Khánh được thành lập vào ngày 2 tháng 8 năm 1999 trên cơ sở 628,80 ha diện tích tự nhiên và 24.820 người của phường Bình Đức (gồm khóm Bình Thới 1, 2, 3 và khóm Bình Chánh 1, 2, 3, 4, 5).

## Hành chính
Phường Bình Khánh được chia thành 10 khóm: Bình Khánh 1, Bình Khánh 2, Bình Khánh 3, Bình Khánh 4, Bình Khánh 5, Bình Khánh 6, Bình Khánh 7, Bình Quới 1, Bình Quới 2, Bình Quới 3.

## Hình ảnh

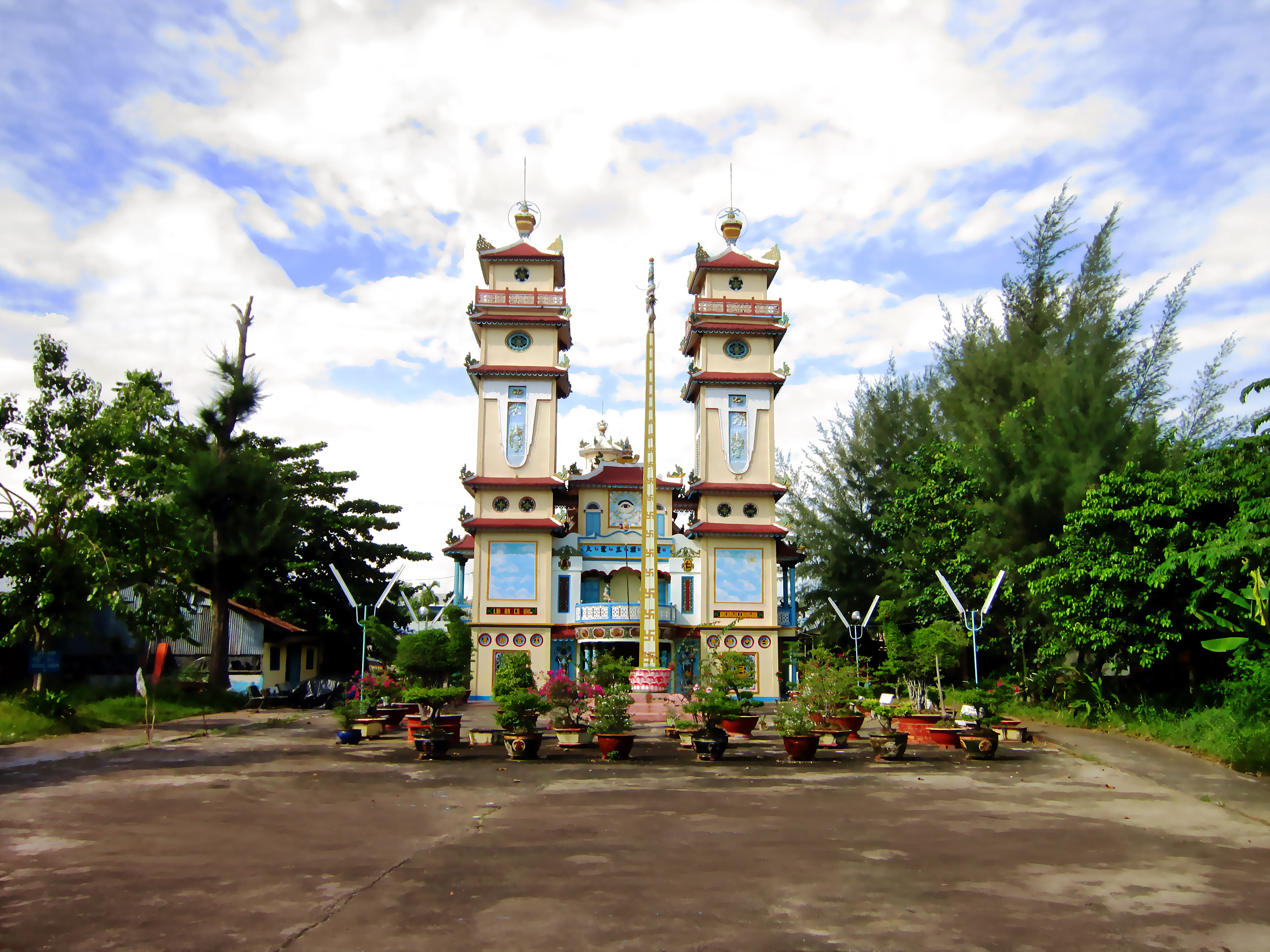
Thánh thất Cao Đài Long Xuyên ở phường Bình Khánh.
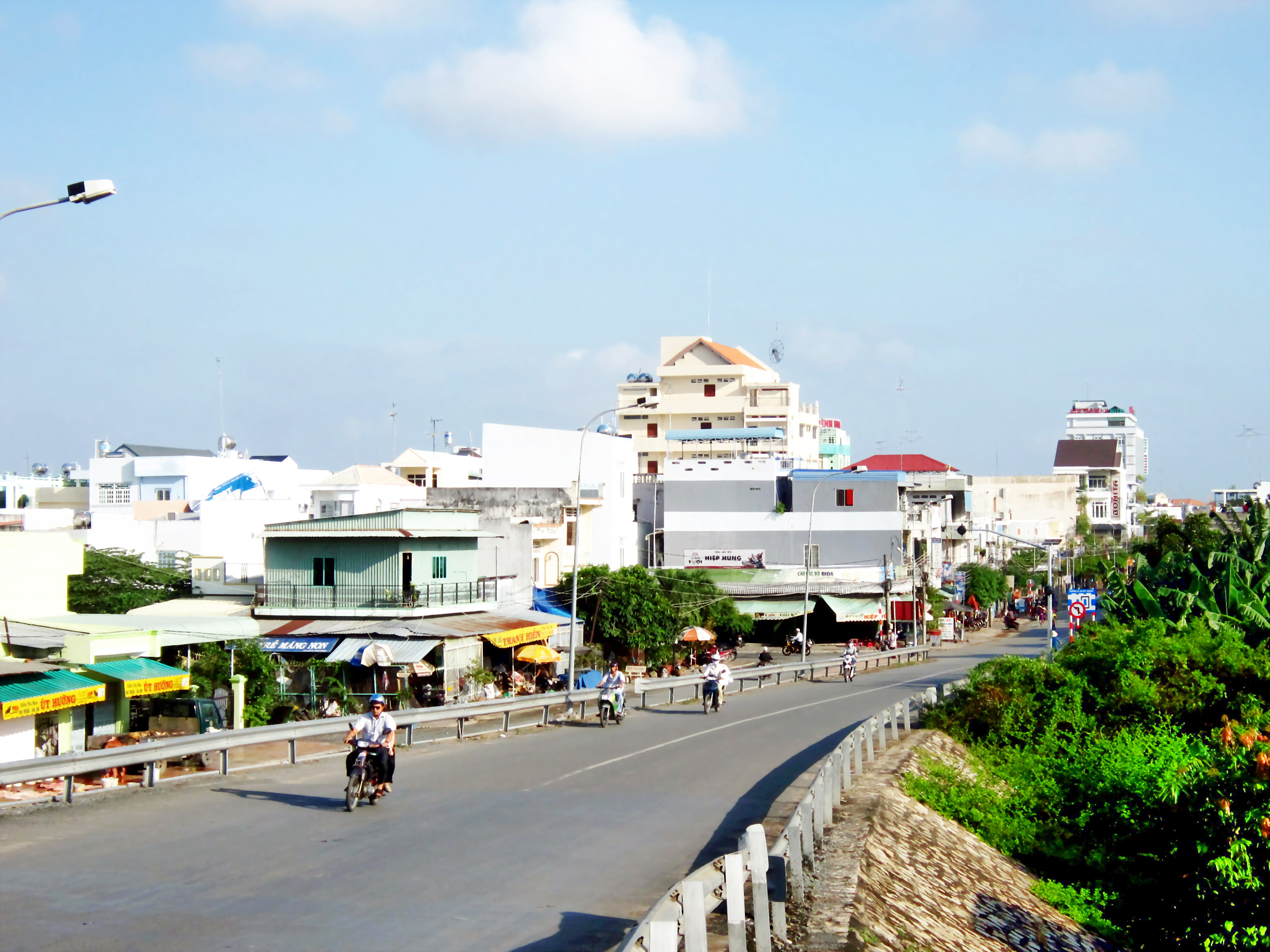
Phố chợ Bình Khánh chỗ đầu cầu Tôn Đức Thắng.
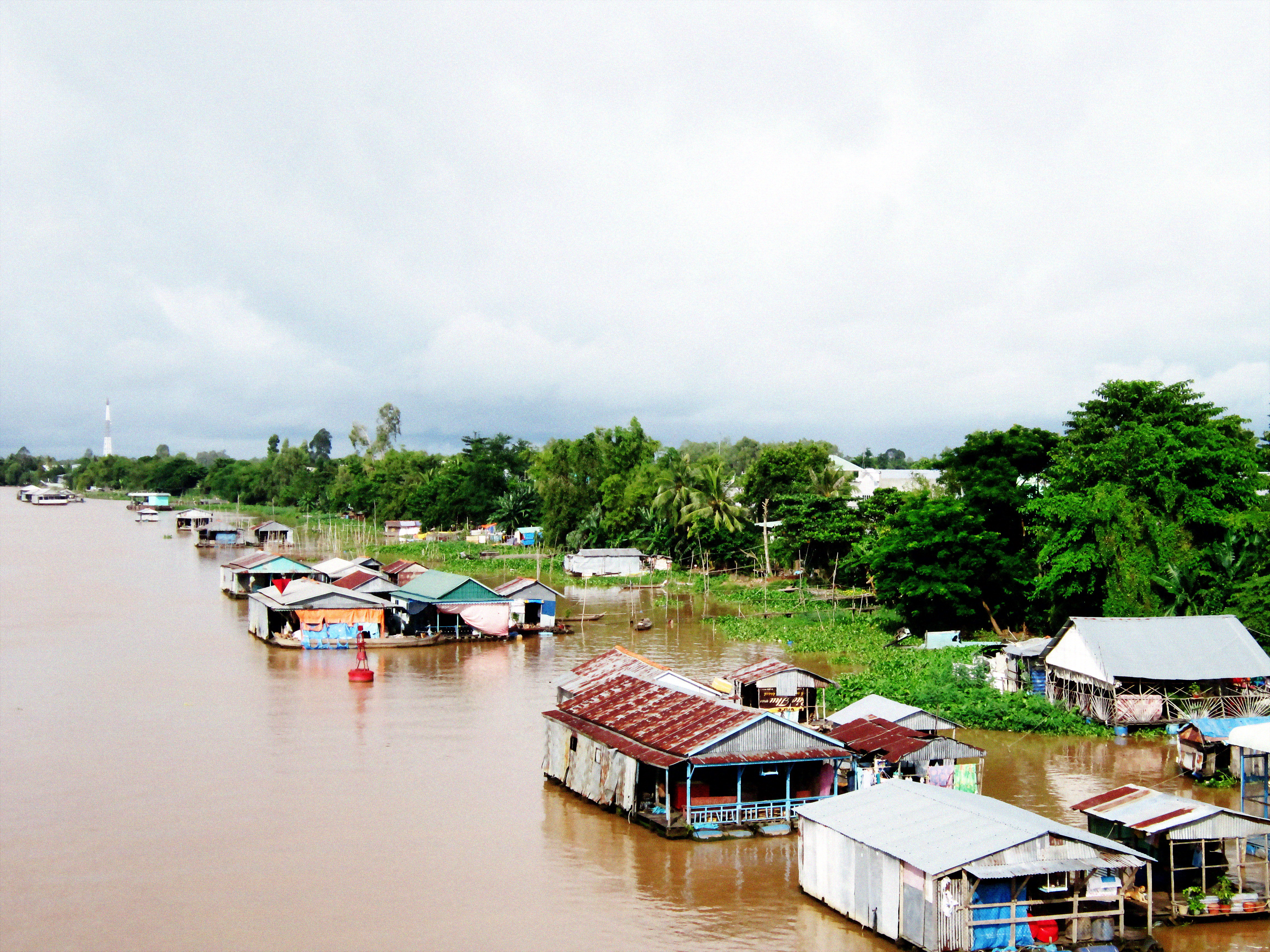
Nuôi cá trong lồng bè ở phường Bình Khánh.
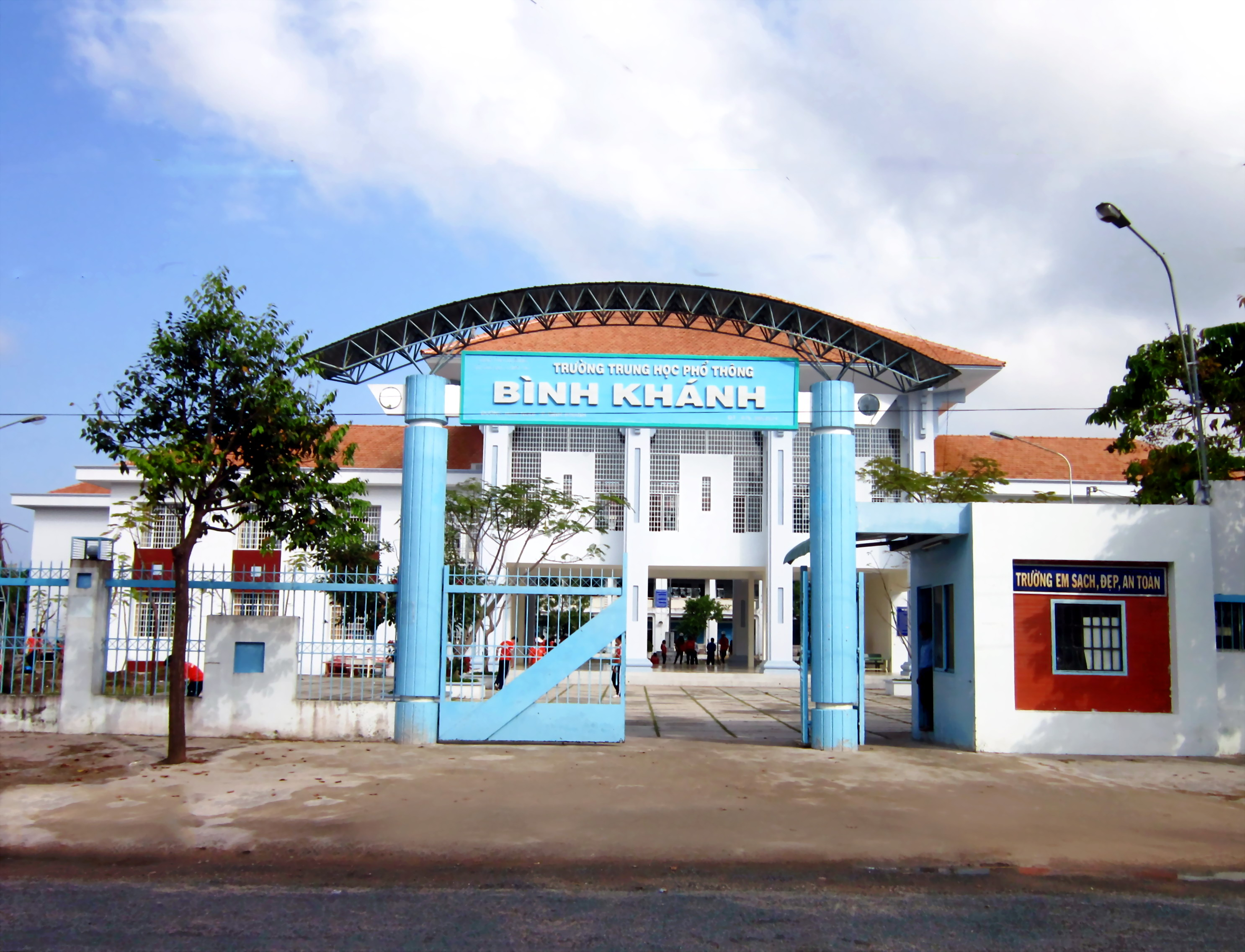
Trường Trung học phổ thông Bình Khánh.
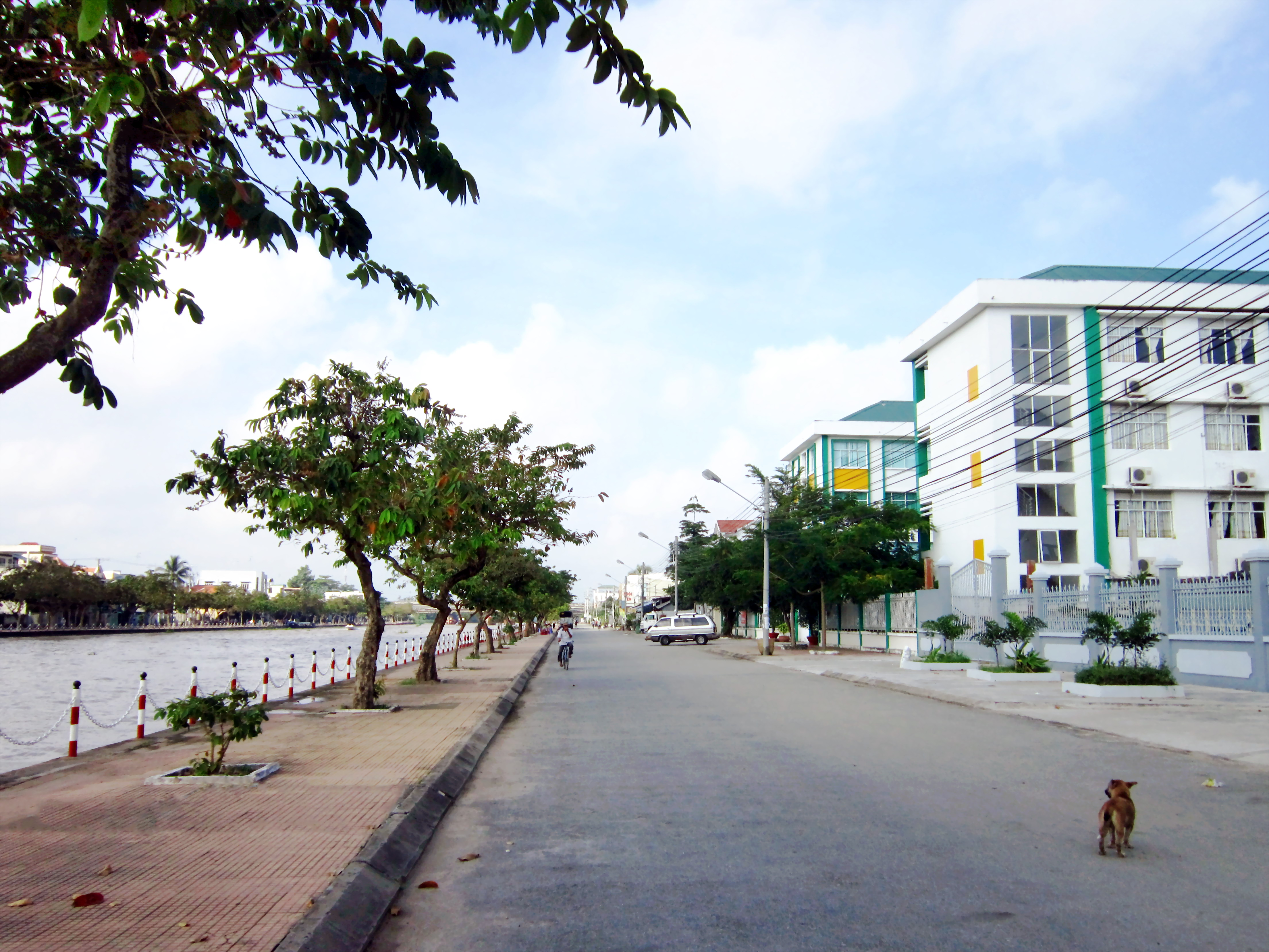
Đường Nguyễn Thanh Sơn ở phường Bình Khánh. Bên phải ảnh là trường THPT ISCHOOL Long Xuyên.